# Räni
Räni (Duits: Renningshof) is een plaats in de Estlandse gemeente Kambja, provincie Tartumaa. De plaats heeft de status van groter dorp of ‘vlek’ (Estisch: alevik).
De plaats lag tot in oktober 2017 in de gemeente Ülenurme. In die maand ging deze gemeente op in de gemeente Kambja.

## Bevolking
De ontwikkeling van het aantal inwoners blijkt uit het volgende staatje:
| Jaar            | 2011 | 2017 | 2018 | 2019 | 2020 | 2021 |
| --------------- | ---- | ---- | ---- | ---- | ---- | ---- |
| Aantal inwoners | 758  | 561  | 594  | 706  | 810  | 921  |

## Geschiedenis
In de 16e eeuw is voor het eerst sprake van een landgoed bij Räni onder de naam Zeamoisa. In 1618 kocht Hans Renni, lid van het gemeentebestuur van Tartu, het landgoed. De Duitse naam Renningshof en de Estische naam Räni zijn afgeleid van de familienaam Renni, net als de wijk Ränilinn in Tartu. In 1756 verwierf de familie Renni ook het landgoed Ropkoy, nu de wijk Ropka in Tartu.
Van het landgoed zijn geen gebouwen bewaard gebleven.
In de jaren twintig van de 20e eeuw ontstond een nederzetting Räni op het terrein van het voormalige landgoed. In 1977 werd Räni samengevoegd met de naburige nederzettingen Mäeküla en Ränna en kreeg de plaats de status van dorp. Het dorp kreeg in 2013 de status van vlek (alevik).